# おしゃべりゲーム それホント?
『おしゃべりゲーム それホント?』は、1970年9月4日から同年10月23日までTBS系列局で放送されていたTBS製作のバラエティ番組である。その後も1970年10月30日からは同年11月27日まで『おしゃべりゲーム おとなの学校』（おしゃべりゲーム おとなのがっこう）と題して放送されていた。いずれも森永製菓の一社提供。放送時間は毎週金曜 19:30 - 20:00 （日本標準時）。

## 概要
スタジオに小学生たちを集めて行われていた子供向けの公開番組シリーズ。てんぷくトリオの三波伸介が司会を、教育評論家の阿部進が「ホントオジサン」の役を務めていた。
番組には毎回6人の芸能人たちがゲスト出演し、スタジオにいる子供たちからさまざまな質問をされていた。芸能人たちがそれに答えると、阿部からその返答内容について批評された。最終的に一番成績の悪かった芸能人には罰ゲームが課された。

## 参考資料
- 毎日新聞[どれ?]

| TBS系列 金曜19:30枠 【森永製菓一社提供枠】      | TBS系列 金曜19:30枠 【森永製菓一社提供枠】                                                                                         | TBS系列 金曜19:30枠 【森永製菓一社提供枠】        |
| 前番組                                          | 番組名 | 次番組                                            |
| ----------------------------------------------- | --- | ------------------------------------------------- |
| でっかくいこう （1970年4月3日 - 1970年8月28日） | おしゃべりゲーム それホント? （1970年9月4日 - 1970年10月23日） ↓ おしゃべりゲーム おとなの学校 （1970年10月30日 - 1970年11月27日） | 笑うんだもんね! （1970年12月4日 - 1971年5月28日） |